# Stefanaconi
Stefanaconi (calabrès: Stihanàcuni) és un municipi de la província de Vibo Valentia, a Calàbria, Itàlia.